# Mont St Michel (traghetto)
Il Mont St.  Michel è un traghetto appartenente alla compagnia di navigazione Brittany Ferries.

## Servizio
Varato il 16 marzo 2001 nel cantiere navale Van der Giessen-de Noord di Krimpen aan den IJssel con il nome di Mont St. Michel e consegnato l'11 dicembre successivo alla Brittany Ferries, prende servizio a partire dal 20 dicembre nei collegamenti nel canale della Manica, tra i porti di Caen, Portsmouth e Ouistreham. 
Il 21 agosto 2012, durante la navigazione verso Ouistreham, scoppia un incendio a bordo, prontamente domato dall'equipaggio. 
Dal 28 settembre all'8 dicembre 2015 subisce intensi lavori di manutenzione presso il cantiere navale Astander di Santander, come l'aggiunta degli scrubber al fumaiolo. Dal 18 dicembre torna in servizio. 
Dal 25 aprile 2016 opera sulla Caen-Portsmouth-Ouistreham.